# August Leopold Crelle
August Leopold Crelle (Wriezen, 1780. március 11. – Berlin, 1856. október 6.) német matematikus, mérnök.

## Élete
Porosz államépítészeti szolgálatba lépett és mint titkos főépítészeti tanácsos lépett ki 1849-ben az állami szolgálatból. Építészeti munkáin kívül egyes matematikai dolgozatokat is írt, de fő érdeme a róla Crelle's Journal-nak is nevezett Journal für die reine und angewandte Mathematik alapítása 1826-ban, mely nemsokára gyűjtőhelye lett a német és külföldi nevesebb matematikusok dolgozatainak. Így mindjárt az első kötetben jelentek meg Abel és Jacobi epochlis értekezései. 1841-ben a Svéd Királyi Tudományos Akadémia külföldi tagjává választották.